# Kyklopisk murværk
Kyklopisk murværk er en type af murværk fundet i mykenske arkitektur, bygget med massive kalk-kampesten, groft sat sammen med minimal mellemrum mellem nærliggende sten og med ler-mørtel eller  ingen brug af mørtel. Kampestenene virker typisk ubearbejdede, men nogle kan være blevet bearbejdet groft med en hammer, og mellemrummene mellem stenene er udfyldt med mindre bidder af kalksten.
De mest berømte eksempler på kyklopisk murværk findes i væggene i Mykene og Tiryns, og stilen er karakteristisk for mykenske fæstningsværker. Lignende stilarter af stenarbejde findes i andre kulturer, og udtrykket er blevet brugt til at beskrive typiske stenarbejder af denne slags, såsom de gamle bymure i Rajgir, Indien.
Udtrykket kommer fra de klassiske grækeres tro på, at kun de mytiske kykloper havde styrken til at flytte de enorme kampesten, der udgjorde væggene i Mykene og Tiryns. Plinius's Natural History anfører at  Aristoteles skriver  at kykloperne var opfinderne af murværkstårne, hvilket gav anledning til betegnelsen "kyklopisk".

## Nuværende definitioner
Væggene er normalt funderet i ekstremt lavvandede strøer, der er skåret ud i grundfjeldet. "Kyklopisk", det udtryk, der normalt anvendes på murværksstilen, der er karakteristisk for mykenske befæstningssystemer, beskriver mure bygget af enorme, ubearbejdede kalkstensblokke, som groft er monteret sammen. Mellem disse kampesten fylder mindre bidder af kalksten mellemrummene. De udvendige flader af de store kampesten kan være groft hammerbearbejdede, men selve kampestenene er aldrig omhyggeligt udskårne blokke. Meget store kampesten er typiske for de mykenske mure ved Mykene, Tiryns, Argos, Krisa (i Fokis) og Athens Akropolis. Noget mindre kampesten forekommer i Mideas vægge, hvorimod store kalkstensplader er karakteristiske for væggene ved Gla. Udskåret stenmurværk bruges kun i og omkring porte ved ved Mykene og Tiryns og måske ved Argos.

## Forældede definitioner af den kyklopiske stil
Harry Thurston Peck, der skrev i 1898, inddelte cyklopisk murværk i fire kategorier eller stilarter:
| 1 |  | Den første stil, som er den ældste, består af ubearbejdede sten af forskellige størrelser, hvor hullerne er eller var fyldt med små sten. |
| 2 |  | Den anden er kendetegnet ved polygonale sten, som passer præcist til hinanden. |
| 3 |  | Den tredje stil er karakteriseret ved at være udført i baner og med sten af forskellig størrelse, men af samme højde. Denne kategori omfatter bygningsværker i Phocis, Bøotien og Argolis, samt murene i Mykene, Løveporten og Atreus' skatkammer. |
| 4 |  | The fourth style is characterized by horizontal courses of masonry, not always of the same height, but of stones which are all rectangular. This style is common in Attica.                                                                        |

Mens Pecks første og muligvis anden og tredje stil er i overensstemmelse med, hvad arkæologer i dag ville klassificere som kyklopisk, omtales den fjerde nu som kvadersten og betragtes ikke som kyklopisk. Der er en mere detaljeret beskrivelse af de kyklopiske stilarter ved Perseus-projektet.

## Historiske beretninger
Pausanias beskrev kyklobiske mure i Mykene og Tiryns:
| Citat             | There still remain, however, parts of the city wall [of Mycenae], including the gate, upon which stand lions. These, too, are said to be the work of the Cyclopes, who made for Proetus the wall at Tiryns. Going on from here and turning to the right, you come to the ruins of Tiryns. ... The wall, which is the only part of the ruins still remaining, is a work of the Cyclopes made of unwrought stones, each stone being so big that a pair of mules could not move the smallest from its place to the slightest degree. Long ago small stones were so inserted that each of them binds the large blocks firmly together. | Citat |
| Pausanias(2.25.8) | |       |

Moderne arkæologer bruger "kyklopisk" i en mere begrænset betydning end beskrivelsen af Pausanias; mens Pausanias tilskriver alle befæstningerne i Tiryns og Mykene, inklusive Løveporten, til kykloperne, er kun dele af disse mure bygget i kyklopisk murværk. Det medfølgende fotografi viser forskellen mellem cyklopisk murværk (vist i det blå rektangel) og Løveportens kvaderstensmurværk.

## Steder med kyklopiske strukturer
Indgangen til et mykensk citadel i bronzealderen, Løveporten. Det demonstrerede den monumentalisering, der fandt sted i Grækenland, og viste citadellets kraft.
Bortset fra de tiryntiske og mykenske mure, omfatter andre kyklopiske strukturer nogle bikubegrave (tholos) i Grækenland og befæstningerne på en række mykenske steder, mest berømt ved Gla.
På Sicilien er der mange kyklopiske strukturer, især i Erice, i den vestlige del af øen.
På Cypern har det arkæologiske område Kition i det nuværende Larnaca afsløret kyklopiske mure. I den gamle by Rājagṛha (nu Rajgir, Bihar, Indien), kan kyklopiske mure ses.
Nuraghe fra bronzealderen på  Sardinien, beskrives også som værende bygget i kyklopisk murværk, ligesom nogle af de konstruktioner af Talaiot-kulturen, der florerer på Menorca og er til stede i mindre grad på Mallorca . 
En af de største og mindst kendte er "akropolis" i Alatri, en time syd for Rom. Det ser også ud til at have en portal, sommersolhvervssolen skinner gennem, og nogle mener, at den også har en række andre astronomiske betydningsfulde punkter. Det menes at være det næststørste i Europa efter Athen. 